# Alistair Petrie
Alistair Petrie (* 30. September 1970 in Catterick, North Yorkshire) ist ein britischer Schauspieler.

## Leben
Petrie tritt seit 1993 als Schauspieler in Erscheinung und war seither in mehr als 80 Produktionen zu sehen. Sein Schwerpunkt liegt auf Rollen in Fernsehserien. 
Im Formel-1-Film Rush – Alles für den Sieg stellte Petrie 2013 Stirling Moss dar. In Rogue One: A Star Wars Story ist er 2016 als Rebellen-General Davits Draven zu sehen. In der zweiten Staffel der als Prequel zu diesem Film fungierenden Serie Andor nimmt Petrie diese Rolle 2025 erneut auf. Ab 2019 gehörte er als Michael Groff zur Hauptbesetzung der Netflix-Serie Sex Education.
Er ist mit der britischen Schauspielerin Lucy Scott verheiratet. Zusammen haben sie die Zwillinge Brodie und Cal.
Seine deutsche Synchronstimme ist Peter Flechtner.

## Filmografie (Auswahl)
- 1993: Demob (Fernsehserie, 2 Folgen)
- 1996: Emma (Jane Austen’s EmmaFernsehfilm)
- 1997: Mrs. Dalloway (Mrs Dalloway)
- 2002–2003: Die Forsyte Saga (The Forsyte Saga, Fernsehserie, 10 Folgen)
- 2008: Bank Job
- 2011: Death in Paradise (Fernsehserie, Folge 1x05 Mord an Bord)
- 2011: Inspector Barnaby (Midsomer Murders, Fernsehserie, Folge 13x07 Eine Schande für das Dorf)
- 2012: Cloud Atlas
- 2012: Whitechapel (Fernsehserie, 2 Folgen)
- 2013: Rush – Alles für den Sieg (Rush)
- 2013: Der Anwalt des Teufels (The Escape Artist, Fernsehdreiteiler)
- 2013–2014: Utopia (Fernsehserie, 11 Folgen)
- 2014: Sherlock (Fernsehserie, Folge 3x02 Im Zeichen der Drei)
- 2014: Vera – Ein ganz spezieller Fall (Vera, Fernsehserie, Folge 4x01 Alte Freunde)
- 2016: The Night Manager (Fernsehserie, 6 Folgen)
- 2016: Undercover (Fernsehserie, 6 Folgen)
- 2016: Rogue One: A Star Wars Story
- 2017: Genius (Fernsehserie, 3 Folgen)
- 2018: The Terror (Fernsehserie, 6 Folgen)
- 2018–2019: Deep State (Fernsehserie, 14 Folgen)
- 2019–2023: Sex Education (Fernsehserie, 31 Folgen)
- 2019: Hellboy – Call of Darkness (Hellboy)
- 2021: The Cursed – Der Fluch der Bestie (The Cursed)
- 2022: Agatha Christie: Ein Schritt ins Leere (Why Didn’t They Ask Evans?, Fernsehdreiteiler)
- 2025: Andor (Fernsehserie, 4 Folgen)